# تشارلز كوريا (راكب الكنو)
تشارلز كوريا هو راكب الكنو برازيلي، ولد في 9 أكتوبر 1992 في Piraju ‏ في البرازيل.

## وصلات خارجية
- تشارلز كوريا على موقع أوليمبيديا (الإنجليزية)
- تشارلز كوريا على موقع اللجنة الأولمبية البرازيلية (البرتغالية)